# Formule Mazda
Het USF Pro 2000 Championship is een raceklasse opgericht in 1984 in Noord-Amerika. Er doen per race maximaal 40 auto's mee. Het evenement wordt georganiseerd door de IMSA.

## Geschiedenis
De Formule Mazda-races stonden in het voorprogramma voor de American Le Mans Series-race. Het niveau van de competitie lag tussen de Formule Ford en de Formula Atlantic. Veel coureurs die in deze klasse kampioen zijn geworden, zijn doorgestroomd naar een hogere klasse, zoals Michael McDowell en Scott Speed. Een heel seizoen kostte een team in 2005 tussen de twee- en driehonderdduizend dollar. In 2010 werd de serie ondergebracht in de Road to Indy. Hierin werd hij de 3de klasse. Coureurs die de Road to Indy doorlopen, komen vanuit de U.S. F2000 National. De kampioen stroomt door naar de Indy Lights.

### De auto
Sinds 2004 is het chassis van alle coureurs van koolstof. Ze gebruiken een 1.3L-wankelmotor motor met 264 pk op gewone 98% octaanbenzine. De auto's kunnen volgens vaste specificaties gebouwd worden. De auto's zijn uitgerust met een standaard-ECU-systeem van MoTeC. Het systeem zorgt voor ABS en brandstofinjectie. De auto heeft een gewicht van 485 kg. Inclusief minimale racebrandstof en coureur moet het gewicht minimaal 605 kg zijn. Men gebruikt een handgeschakelde sequentiële versnellingsbak. De nieuwe versie uit 2004 is gemiddeld drie seconden sneller dan de oude versie die voorheen werd gebruikt. In 2009 kwam er een volgende upgrade, die de auto's goedkoper maakte.

## Kampioenen
| Jaar                       | Coureur                 | Team                          |
| Star Mazda Championship    | Star Mazda Championship | Star Mazda Championship       |
| -------------------------- | ----------------------- | ----------------------------- |
| 1991                       | Mark Rodriguez          | -                             |
| 1992                       | Chuck West              | -                             |
| 1993                       | Ben Massey              | -                             |
| 1994                       | Brad Loehner            | -                             |
| 1995                       | Mark Rodriguez          | -                             |
| 1996                       | Rich Stephens           | -                             |
| 1997                       | Tony Buffomonte         | -                             |
| 1998                       | Ian Lacy                | Stacy Suspension Systems      |
| 1999                       | Joey Hand               | -                             |
| 2000                       | Bernardo Martinez       | -                             |
| 2001                       | Scott Bradley           | -                             |
| 2002                       | Guy Cosmo               | -                             |
| 2003                       | Luis Schiavo            | -                             |
| 2004                       | Michael McDowell        | Star Race Cars                |
| 2005                       | Raphael Matos           | Ocean Tomo Racing             |
| 2006                       | Adrian Carrio           | John Walko Racing             |
| 2007                       | Dane Cameron            | JDC Motorsports               |
| 2008                       | John Edwards            | Andersen Racing               |
| 2009                       | Adam Christodoulou      | JDC Motorsports               |
| 2010                       | Conor Daly              | Andersen Racing               |
| 2011                       | Tristan Vautier         | Team Pelfrey                  |
| 2012                       | Jack Hawksworth         | Team Pelfrey                  |
| Pro Mazda Championship     |                         |                               |
| 2013                       | Matthew Brabham         | Andretti Motorsport           |
| 2014                       | Spencer Pigot           | Juncos Racing                 |
| 2015                       | Santiago Urrutia        | Team Pelfrey                  |
| 2016                       | Aaron Telitz            | Team Pelfrey                  |
| 2017                       | Victor Franzoni         | Juncos Racing                 |
| 2018                       | Rinus VeeKay            | Juncos Racing                 |
| Indy Pro 2000 Championship |                         |                               |
| 2019                       | Kyle Kirkwood           | RP Motorsport Racing          |
| 2020                       | Sting Ray Robb          | Juncos Racing                 |
| 2021                       | Christian Rasmussen     | Jay Howard Driver Development |
| 2022                       | Louis Foster            | Exclusive Autosport           |
| USF Pro 2000 Championship  |                         |                               |
| 2023                       | Myles Rowe              | Pabst Racing with Force Indy  |
| 2024                       | Lochie Hughes           | Turn 3 Motorsport             |
| 2025                       | Max Garcia              | Pabst Racing                  |